# Martin Balsam
Martin Henry Balsam (New York, 4 novembre 1919 – Roma, 13 febbraio 1996) è stato un attore statunitense, considerato uno dei maggiori caratteristi di Hollywood.

## Biografia
Balsam nacque nel Bronx, borough di New York, il 4 novembre del 1919, figlio di Albert Balsam, produttore di capi d'abbigliamento sportivo femminile, e di Lillian Weinstein, una casalinga, ambedue immigrati russi di origine ebraica. Diplomatosi alla DeWitt Clinton High School, dove era anche membro del club teatrale, studiò drammaturgia presso la New School for Social Research di New York. Durante la seconda guerra mondiale servì in aviazione.
Conclusa la guerra, nel 1947 fu selezionato da Elia Kazan e Lee Strasberg per l'Actors Studio, dove studiò sotto la guida di Erwin Piscator. Dopo aver lavorato per qualche tempo in teatro, arrivando fino ai palcoscenici di Broadway, si affermò definitivamente sul piccolo schermo dimostrando la propria preparazione tecnica in una serie di lavori teatrali registrati dal vivo, una novità della televisione americana del dopoguerra. Dopo il debutto cinematografico nel 1954 con Fronte del porto, interpretò l'impegnativo ruolo di uno dei giudici popolari nel drammatico La parola ai giurati (1957) di Sidney Lumet.
Il suo aspetto tarchiato e il volto placido dai tratti comuni lo destinarono a numerosi ruoli da poliziotto e investigatore, uno su tutti quello del detective Milton Arbogast, accoltellato in cima alle scale da Norman Bates (Anthony Perkins) in Psyco (1960) di Alfred Hitchcock. Seguiranno altri celebri film in cui Balsam, pur non protagonista, sarà apprezzato da pubblico e critica, come Il promontorio della paura (oltre all'originale del 1962, è presente anche nel remake del 1991 di Martin Scorsese), Colazione da Tiffany (1962), Tora! Tora! Tora! (1970) e Il colpo della metropolitana (Un ostaggio al minuto) (1974). Fu inoltre il primo dr. Rudy Wells nell'episodio pilota Dalla luna al deserto della serie L'uomo da sei milioni di dollari (1972).
Lavorò più volte per il cinema italiano, diretto da Luigi Comencini in Tutti a casa (1960), da Damiano Damiani in Confessione di un commissario di polizia al procuratore della repubblica (1972), da Mauro Bolognini in Imputazione di omicidio per uno studente (1972), e da Dario Argento in Due occhi diabolici (1990). Fra le sue ultime interpretazioni c'è anche l'apparizione ne Il silenzio dei prosciutti, di Ezio Greggio (1994), in cui Balsam parodiava sé stesso in Psyco.
È morto per infarto, in un hotel di Roma dove si era recato per una vacanza.

## Vita privata
Si sposò tre volte: dal 1952 al 1954 con l'attrice Pearl Somner; poi dal 1957 al 1962 con l'attrice Joyce Van Patten, da cui ebbe una figlia, Talia (nata nel 1959 e divenuta attrice); dal 1963 al 1987 fu sposato con la sceneggiatrice Irene Miller, dalla quale ebbe due figli, Adam e Zoe.

## Filmografia

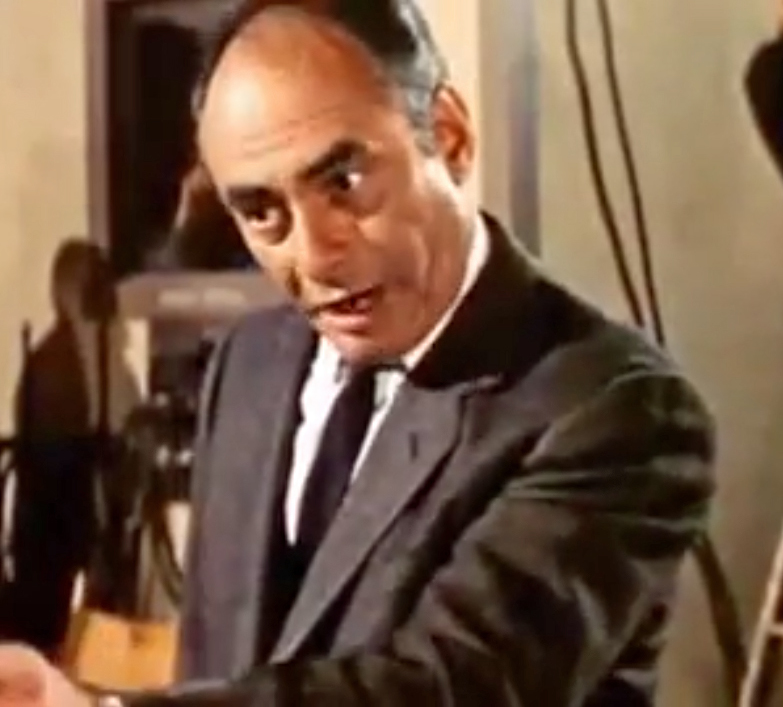
Martin Balsam in L'uomo che non sapeva amare (1964)

### Cinema
- Fronte del porto (On the Waterfront), regia di Elia Kazan (1954) (non accreditato)
- La parola ai giurati (12 Angry Men), regia di Sidney Lumet (1957)
- Il fronte del silenzio (Time Limit), regia di Karl Malden (1957)
- Vertigine (Marjorie Morningstar), regia di Irving Rapper (1958)
- Al Capone, regia di Richard Wilson (1959)
- Nel mezzo della notte (Middle of the Night), regia di Delbert Mann (1959)
- Psyco (Psycho), regia di Alfred Hitchcock (1960)
- Tutti a casa, regia di Luigi Comencini (1960)
- Ada Dallas (Ada), regia di Daniel Mann (1961)
- Colazione da Tiffany (Breakfast at Tiffany's), regia di Blake Edwards (1961)
- Il promontorio della paura (Cape Fear), regia di J. Lee Thompson (1962)
- La città prigioniera, regia di Joseph Anthony (1962)
- Le 5 mogli dello scapolo (Who's Been Sleeping in My Bed?), regia di Daniel Mann (1963)
- Sette giorni a maggio (Seven Days in May), regia di John Frankenheimer (1964)
- L'uomo che non sapeva amare (The Carpetbaggers), regia di Edward Dmytryk (1964)
- Scandalo in società (Youngblood Hawke), regia di Delmer Daves (1964) (non accreditato)
- Jean Harlow, la donna che non sapeva amare (Harlow), regia di Gordon Douglas (1965)
- Stato d'allarme (The Bedford Incident), regia di James B. Harris (1965)
- L'incredibile Murray - L'uomo che disse no (A Thousand Clowns), regia di Fred Coe (1965)
- Caccia alla volpe, regia di Vittorio De Sica (1966)
- Hombre, regia di Martin Ritt (1967)
- Me, Natalie, regia di Fred Coe (1969)
- Il grande giorno di Jim Flagg (The Good Guys and the Bad Guys), regia di Burt Kennedy (1969)
- Comma 22 (Catch-22), regia di Mike Nichols (1970)
- Tora! Tora! Tora!, regia di Richard Fleischer (1970)
- Il piccolo grande uomo (Little Big Man), regia di Arthur Penn (1970)
- Confessione di un commissario di polizia al procuratore della repubblica, regia di Damiano Damiani (1971)
- Rapina record a New York (The Anderson Tapes), regia di Sidney Lumet (1971)
- La colonna infame, regia di Nelo Risi (1972)
- Imputazione di omicidio per uno studente, regia di Mauro Bolognini (1972)
- Il vero e il falso, regia di Eriprando Visconti (1972)
- L'assassino di pietra (The Stone Killer), regia di Michael Winner (1973)
- Il consigliori, regia di Alberto De Martino (1973)
- Il colpo della metropolitana (Un ostaggio al minuto) (The Taking of Pelham One Two Three), regia di Joseph Sargent (1974)
- Assassinio sull'Orient Express (Murder on the Orient Express), regia di Sidney Lumet (1974)
- Corruzione al palazzo di giustizia, regia di Marcello Aliprandi (1974)
- Cipolla Colt, regia di Enzo G. Castellari (1975)
- Uccidete Mister Mitchell (Mitchell), regia di Andrew V. McLaglen (1975)
- Il tempo degli assassini, regia di Marcello Andrei (1975)
- Tutti gli uomini del presidente (All the President's Men), regia di Alan Pakula (1976)
- Pronto ad uccidere, regia di Franco Prosperi (1976)
- Con la rabbia agli occhi, regia di Antonio Margheriti (1976)
- Panico nello stadio (Two-Minute Warning), regia di Larry Peerce (1976)
- Sentinel (The Sentinel), regia di Michael Winner (1977)
- I leoni della guerra (Raid on Entebbe), regia di Irvin Kershner (1977)
- Diamanti sporchi di sangue, regia di Fernando Di Leo (1976)
- Occhi dalle stelle, regia di Mario Gariazzo (1978)
- Uomini d'argento (Silver Bears), regia di Ivan Passer (1978)
- Gardenia il giustiziere della mala, regia di Domenico Paolella (1979)
- Cuba, regia di Richard Lester (1979)
- L'avvertimento, regia di Damiano Damiani (1980)
- La salamandra (The Salamander), regia di Peter Zinner (1981)
- St. Elmo's Fire, regia di Joel Schumacher (1985)
- Il giustiziere della notte 3 (Death Wish 3), regia di Michael Winner (1985)
- Delta Force (The Delta Force), regia di Menahem Golan (1986)
- Investigazioni private (P.I. Private Investigations), regia di Nigel Dick (1987)
- La sporca insegna del coraggio, regia di Tonino Valerii (1987)
- Fratello dello spazio, regia di Mario Gariazzo (1988)
- L'ultima partita, regia di Fabrizio De Angelis (1990)
- Due occhi diabolici, regia di Dario Argento e George A. Romero (1990)
- Cape Fear - Il promontorio della paura (Cape Fear), regia di Martin Scorsese (1991)
- Il silenzio dei prosciutti, regia di Ezio Greggio (1994)
- Soldato ignoto, regia di Marcello Aliprandi (1995)
- La leggenda dello spirito del lupo (Legend of the Spirit Dog), regia di Martin Goldman e Michael Spence (1997) - postumo

### Televisione
- Suspense – serie TV, episodio 2x12 (1949)
- Actor's Studio – serie TV, episodi 1x24-1x26-2x13-2x19 (1949-1950)
- Danger – serie TV, episodi 1x03-1x12 (1950)
- The Living Christ Series – serie TV (1951)
- Frontiers of Faith – serie TV (1951)
- The Big Story – serie TV, episodio 2x14 (1951)
- The Living Bible – serie TV (1952)
- Man Against Crime – serie TV, episodio 4x24 (1953)
- Inner Sanctum – serie TV, episodio 1x20 (1954)
- The United States Steel Hour – serie TV, episodio 2x12 (1955)
- The Philco Television Playhouse – serie TV, episodi 6x11-6x16-8x03 (1954-1955)
- Valiant Lady – serie TV (1953)
- The Greatest Gift – serie TV (1954)
- Goodyear Television Playhouse – serie TV, episodi 4x05-4x23-6x04 (1954-1956)
- Kraft Television Theatre – serie TV, episodio 11x22 (1958)
- Studio One – serie TV, episodi 9x20-9x21-10x28 (1957-1958)
- Papà ha ragione (Father Knows Best) – serie TV, episodio 4x32 (1958)
- Pursuit – serie TV, episodio 1x03 (1958)
- Una donna poliziotto (Decoy) – serie TV, episodio 1x31 (1958)
- Gli uomini della prateria (Rawhide) – serie TV, episodio 1x02 (1959)
- Playhouse 90 – serie TV, episodi 2x36-3x10-3x25 (1958-1959)
- Westinghouse Desilu Playhouse – serie TV, episodi 1x06-1x22 (1958-1959)
- The Further Adventures of Ellery Queen – serie TV, episodi 1x23-1x30 (1959)
- Brenner – serie TV, episodio 1x03 (1959)
- The DuPont Show of the Month – serie TV, episodio 3x01 (1959)
- I racconti del West (Zane Grey Theatre) – serie TV, episodio 4x02 (1959)
- Five Fingers – serie TV, episodio 1x14 (1960)
- Goodyear Theatre – serie TV, episodio 3x09 (1960)
- The Robert Herridge Theater – serie TV (1960)
- Sunday Showcase – serie TV (1960)
- Have Gun - Will Travel – serie TV, episodi 2x01-4x05 (1958-1960)
- Way Out – serie TV, episodio 1x10 (1961)
- Alfred Hitchcock presenta (Alfred Hitchcock Presents) – serie TV, episodi 3x19-6x36 (1958-1961)
- The New Breed – serie TV, episodio 1x11 (1961)
- Lotta senza quartiere (Cain's Hundred) – serie TV, episodio 1x15 (1962)
- La città in controluce (Naked City) – serie TV, episodi 1x28-2x23-3x07-3x24 (1959-1962)
- Gli intoccabili (The Untouchables) – serie TV, episodi 3x03-3x21 (1961-1962)
- Corruptors (Target: The Corruptors) – serie TV, episodio 1x29 (1962)
- Route 66 – serie TV, episodi 2x05-3x19 (1961-1963)
- Undicesima ora (The Eleventh Hour) – serie TV, episodio 1x25 (1963)
- Breaking Point – serie TV, episodio 1x08 (1963)
- Ai confini della realtà (The Twilight Zone) – serie TV, episodi 1x04-4x13 (1959-1963)
- Sotto accusa (Arrest and Trial) – serie TV, episodio 1x16 (1964)
- Missione segreta (Espionage) – serie TV, episodio 1x14 (1964)
- Polvere di stelle (Bob Hope Presents the Chrysler Theatre) – serie TV, episodio 1x15 (1964)
- Carovane verso il West (Wagon Train) – serie TV, episodio 7x27 (1964)
- Suspense – serie TV, episodio 1x01 (1964)
- La parola alla difesa (The Defenders) – serie TV, episodi 1x16-3x32-4x01-4x02 (1961-1964)
- Mr. Broadway – serie TV, episodio 1x12 (1964)
- ITV Play of the Week – serie TV, episodio 10x27 (1965)
- Organizzazione U.N.C.L.E. (The Man from U.N.C.L.E.) – serie TV, episodio 1x29 (1965)
- Il dottor Kildare (Dr. Kildare) – serie TV, 7 episodi (1962-1966)
- Il fuggiasco (The Fugitive) – serie TV, episodio 4x20 (1967)
- Among the Paths to Eden, regia di Frank Perry – film TV (1967)
- CBS Playhouse – serie TV, episodio 3x03 (1970)
- Reporter alla ribalta (The Name of the Game) – serie TV, episodi 1x05-3x05 (1968-1970)
- L'uomo che gridava al lupo (The Old Man Who Cried Wolf), regia di Walter Grauman – film TV (1970)
- Sulle strade della California (Police Story) – serie TV, episodio 1x09 (1973)
- Kojak – serie TV, episodio 2x11 (1974)
- Prigionieri in fondo al mare (Trapped Beneath the Sea), regia di William A. Graham – film TV (1974)
- L'assassino dentro casa (Death Among Friends), regia di Paul Wendkos – film TV (1975)
- Maude – serie TV, episodio 5x02 (1976)
- Rainbow, regia di Jackie Cooper – film TV (1978)
- Quincy (Quincy, M.E.) – serie TV, episodio 7x18 (1982)
- Archie Bunker's Place – serie TV, 39 episodi (1979-1983)
- Great Performances – serie TV (1985)
- Assassinio nello spazio (Murder in Space), regia di Steven Hilliard Stern – film TV (1985)
- Glitter – serie TV, episodio 1x13 (1985)
- La piovra 2, regia di Florestano Vancini – miniserie TV (1986)
- La signora in giallo (Murder, She Wrote) – serie TV, episodi 3x01-3x02 (1986)
- Hotel – serie TV, episodio 4x18 (1987)
- Queenie - La stella di Calcutta (Queenie), regia di Larry Peerce – film TV (1987)
- Ai confini della realtà (The Twilight Zone) – serie TV, episodi 1x18-2x10 (1986-1987)
- Once Again - Ancora una volta (Once Again), regia di Amin Q. Chaudhri – film TV (1987)
- Oceano – serie TV (1989)
- Voci nella notte (Midnight Caller) – serie TV, episodio 3x03 (1990)
- La piovra 5 - Il cuore del problema, regia di Luigi Perelli – miniserie TV (1990)
- O. Henry's Christmas regia di Jerry Zaks, John Driver, Francesco Quinn – film TV (1996)

## Riconoscimenti
- 1964 – National Board of Review of Motion Pictures Awards: Miglior attore non protagonista per L'uomo che non sapeva amare
- 1966 – Premio Oscar: Miglior attore non protagonista per L'incredibile Murray – L'uomo che disse no
- 1966 – Laurel Awards: Miglior attore non protagonista per L'incredibile Murray – L'uomo che disse no
- 1974 – Golden Globe: Candidatura per il attore non protagonista per Summer Wishes, Winter Dreams
- 1976 – BAFTA Awards: Candidatura per il miglior attore non protagonista per Il colpo della metropolitana (Un ostaggio al minuto)
- 1977 – BAFTA Awards: Candidatura per il miglior attore non protagonista per Tutti gli uomini del presidente
- 1977 – Primetime Emmy Awards: Candidatura per il miglior attore non protagonista in un film per la televisione o miniserie per I leoni della guerra

## Doppiatori italiani
- Pino Locchi in La parola ai giurati, Al Capone, Nel mezzo della notte, Le 5 mogli dello scapolo, Sette giorni a maggio, L'uomo che non sapeva amare, Jean Harlow, la donna che non sapeva amare, Tora! Tora! Tora!, Con la rabbia agli occhi, La piovra, St. Elmo's Fire, Due occhi diabolici
- Arturo Dominici in Confessione di un commissario di polizia al procuratore della repubblica, Imputazione di omicidio per uno studente, Il vero e il falso, L'assassino di pietra, Assassinio sull'Orient Express, Tutti gli uomini del presidente, Pronto ad uccidere, Panico nello stadio, Diamanti sporchi di sangue
- Bruno Persa in Il fronte del silenzio, Il promontorio della paura, Stato d'allarme, Il grande giorno di Jim Flagg
- Manlio Busoni in Vertigine, Hombre
- Nando Gazzolo in Psyco, Colazione da Tiffany
- Gianni Bonagura in Il colpo della metropolitana (Un ostaggio al minuto), Gardenia il giustiziere della mala
- Gianni Musy in Corruzione al palazzo di giustizia, Cuba
- Dario Penne in La salamandra, Cape Fear - Il promontorio della paura
- Giampiero Albertini in Il giustiziere della notte 3, Delta Force
- Mario Bardella in Kojak, Il silenzio dei prosciutti
- Roberto Gicca in Fronte del porto
- Corrado Gaipa in Tutti a casa
- Leonardo Severini in La città prigioniera
- Enzo Liberti in Comma 22
- Alessandro Sperlì in Il piccolo grande uomo
- Sergio Graziani in Rapina record a New York
- Antonio Guidi in Il consigliori
- Ferruccio Amendola in Cipolla Colt
- Bruno Alessandro in Il tempo degli assassini
- Carlo Reali in I leoni della guerra
- Sergio Fiorentini in Occhi dalle stelle
- Ivo Garrani in L'avvertimento
- Giancarlo Padoan in Gloria Vanderbilt
- Mimmo Palmara in La sporca insegna del coraggio
- Mario Feliciani in Oceano